# Николай Малко
Никола̀й Малко̀ (на украински: Микола Андрійович Малько) е украински диригент, работил дълго в Русия и Съединените щати.
Роден е на 4 май (22 април стар стил) 1883 година в Браилов, Подолска губерния, Руска империя (сега Браилив, Украйна). Първоначално следва във Филологичския факултет на Санктпетербургския университет, след което учи и завършва композиране в Санктпетербургската консерватория.
От 1909 година дирижира в Мариинския театър, през 1918 – 1921 година оглавява новосъздадената Витебска консерватория, след това преподава в Москва, Харков, Киев и Ленинград, където ръководи филхармонията.
През 1929 година напуска СССР, дирижира оркестри в Западна Европа, от 1940 година – в Съединените щати, а от 1957 година – в Австралия. Малко умира на 23 юни 1961 година в Сидни.